# Кнуторылые удильщики
Кнуторылые удильщики (лат. Rhynchactis) — род лучепёрых рыб из семейства  гигантактиновых отряда удильщикообразных. Встречаются на больших глубинах в Атлантическом, Индийском и Тихом океанах.

## Этимология
Название рода от др.-греч. Ρύγχος — рыло и др.-греч. ἀκτίς — луч, поскольку основание иллиция расположено на конце рыла.

## Описание
Ярко выражен половой диморфизм. У самок Rhynchactis тело вытянутое, обтекаемой формы. Голова относительно небольшая, её длина не превышает ¼ длины тела. У молодых особей кожа гладкая, а у самок длиной более 11 см плотно покрыта маленькими колючками.
Тело, голова и плавники окрашены в тёмно-коричневый или чёрный цвет. Очень длинный видоизменённый луч спинного плавника, так называемый иллиций, расположен в передней части головы. Длина иллиция превышает длину тела. В отличие от большинства представителей глубоководных удильщикообразных у самок данного рода на иллиции нет эски с биолюминесцентными органами.
Зубы на нижней челюсти отсутствуют, в спинном плавнике 3—4 (редко 5) лучей, в анальном плавнике 3—4 луча, в грудных плавниках 17—18 лучей. Брюшные плавники отсутствуют, хотя их пояс сохранился. Хвостовой плавник слегка раздвоенный, в верхней части 4 луча, а в нижней — 5 лучей. Второй и седьмой лучи самые длинные, достигают 34—45% стандартной длины тела. Уникальная характеристика Rhynchactis — многочисленные железы белого цвета на внутренних поверхностях обеих челюстей.
Взрослые самки достигают стандартной длины 11—13 см.
Отсутствие светящейся эски, редукция зубов и железы во рту говорят о высокоспециализированном типе питания представителей данного рода, природа которого пока не известна.
Самцы намного мельче самок, у них отсутствует иллиций, глаза очень маленькие. Обонятельный орган хорошо развит, достигая 10% длины тела. Кожа голая. На верхней челюсти 4 зуба, а на нижней 6. Не наблюдали паразитизма самцов на самках. Полагают, что они свободноживущие.

## Классификация
В состав рода включают три вида:
- Rhynchactis leptonema Regan, 1925
- Rhynchactis macrothrix Bertelsen & Pietsch, 1998
- Rhynchactis microthrix Bertelsen & Pietsch, 1998